# Seven Nation Army
"Seven Nation Army" (også stiliseret som "7 Nation Army") er en sang af den amerikanske rock-duo The White Stripes. Den blev udgivet som single fra deres fjerde album, Elephant, 7. marts 2003, og blev nummer ét på den alternative sang-hitliste. Det blev også den tredje bedste sang i dette årti i samme kategori. Den vandt en Grammy Award for bedste rocksang.
Sangen er kendt for sit underliggende riff, som spiller over det meste af sangen. Selvom det lyder som en basguitar (et instrument som gruppen aldrig tidligere havde brugt), er lyden faktisk skabt ved at køre Jack Whites semi-akustiske Kay Hollowbody-guitar fra 1950-tallet gennem en DigiTech Whammy-pedal, der er stemt en oktav ned. En kombination af sangens popularitet, genkendelige riff og dystre sangtekst førte til, at det blev bandets signatur sang. Ofte klassificeret som en af de største sange fra 2000'erne, er den blevet brugt bredt ved sportsbegivenheder og politiske protester internationalt.